# Automóviles eléctricos en Chile

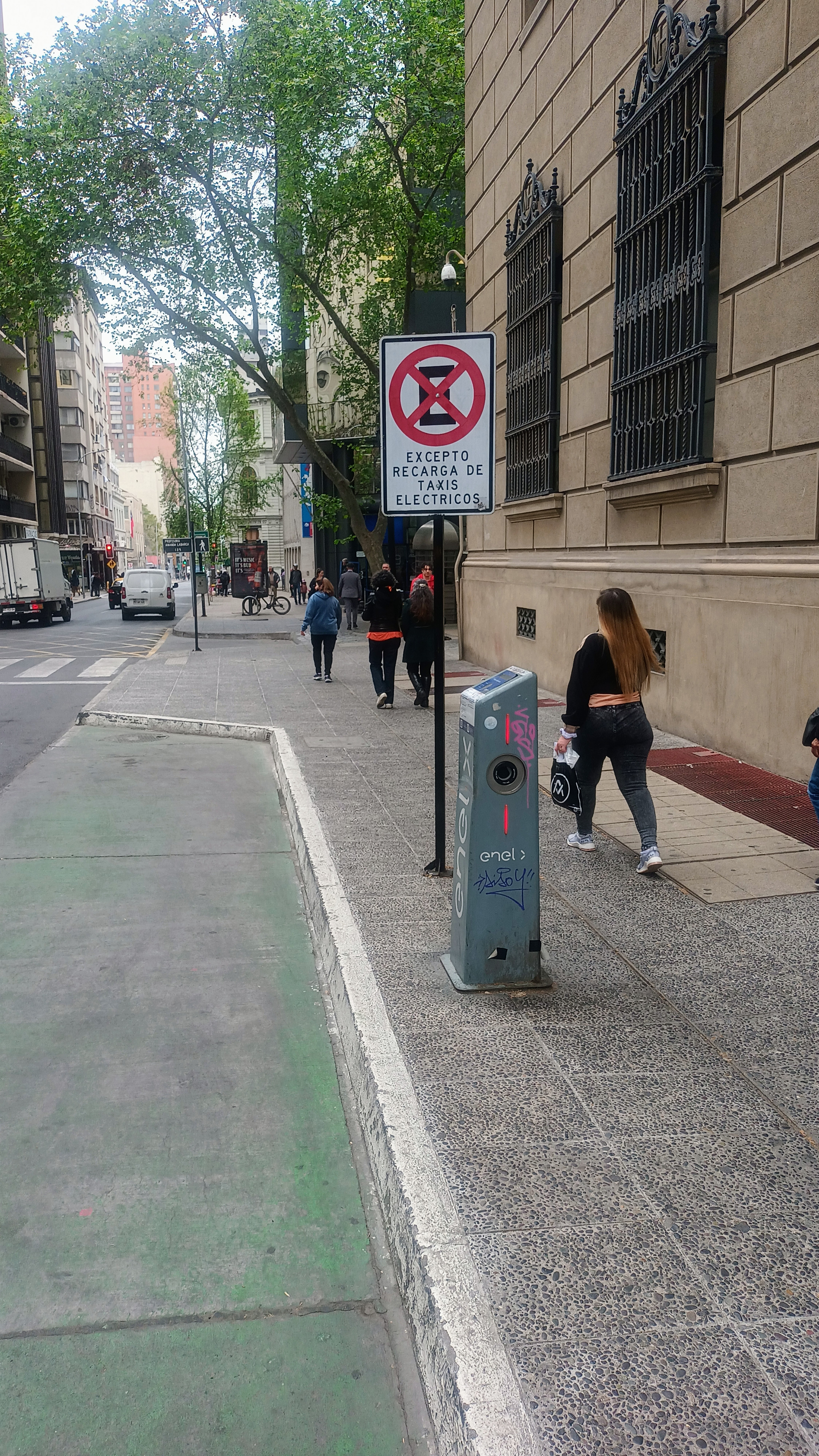
Electrolinera para taxis y taxis colectivos por calle Moneda, Santiago Centro

Los automóviles eléctricos en Chile comenzaron a circular durante los años 2010, con una creciente oferta en la comercialización de los modelos de este tipo ya entrados los años 2020. Como parte de la política mundial de eliminación de combustibles fósiles en vehículos, el Gobierno de Chile publicó en 2019 la Estrategia Nacional de Electromovilidad, en concordancia a las políticas de eficiencia energética y de desarrollo sostenible mediante el uso de las energías renovables, la cual se puso como meta que al 2035 la totalidad de los vehículos nuevos vendidos en Chile deben ser automóviles eléctricos.

## Industria

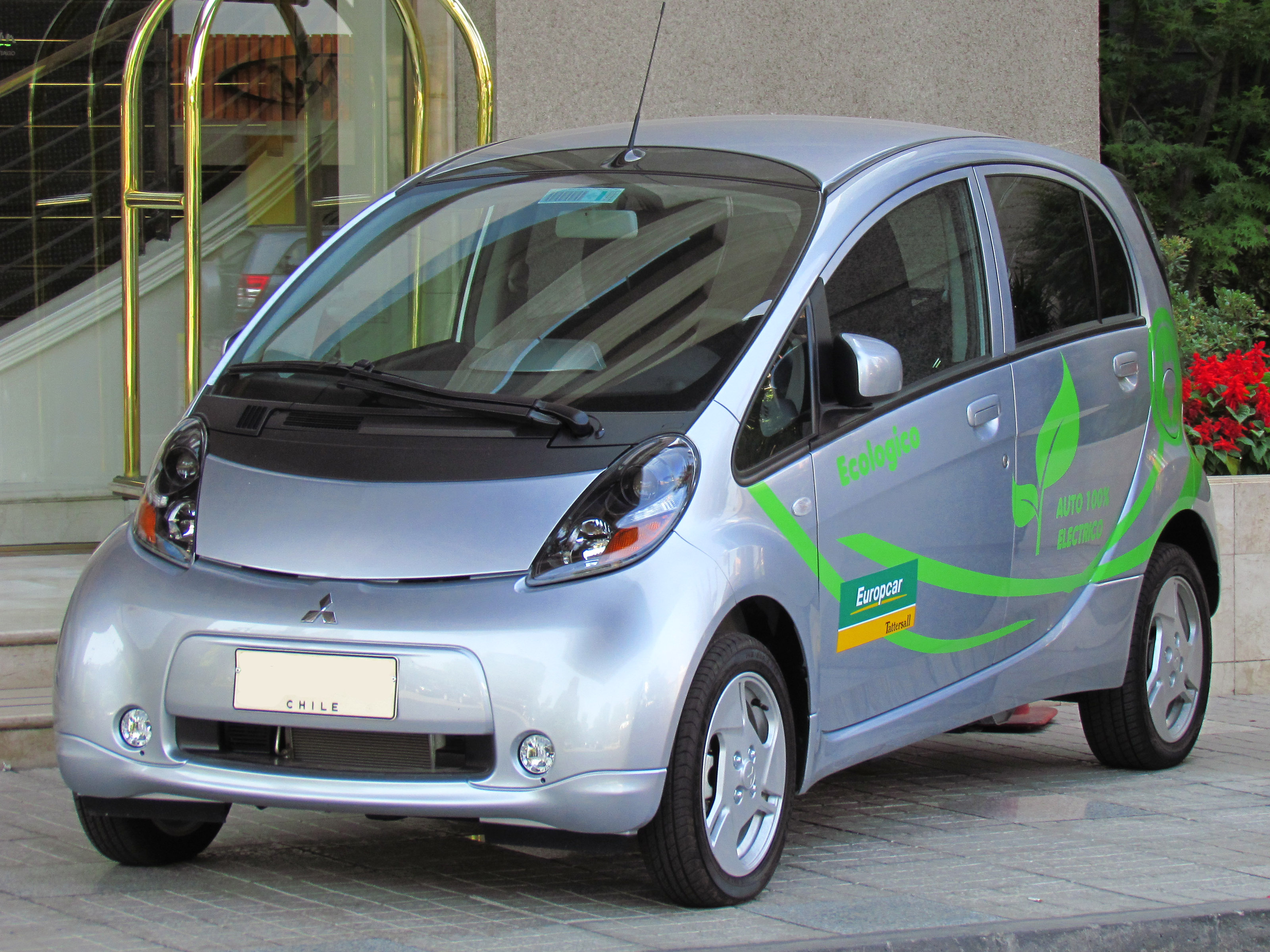
Automóvil Mitsubishi i-MiEV circulando en Chile

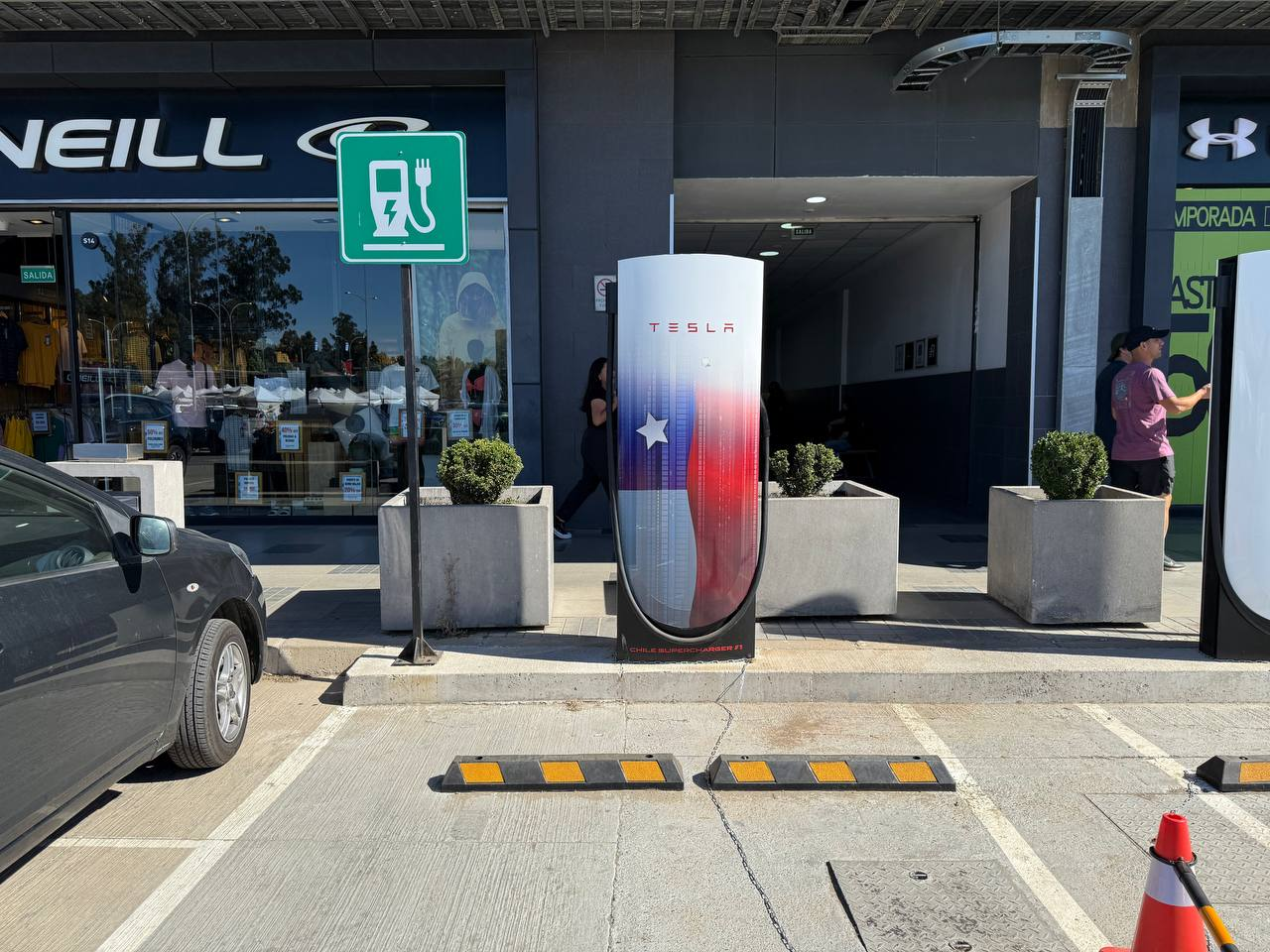
Cargador Tesla Supercharger en Curauma, Valparaíso

La industria automotriz chilena no posee empresas dedicadas a la fabricación o armado de vehículos eléctricos de batería dentro del territorio nacional, por lo que debe importarlos, resumiéndose la industria de este rubro a la comercialización de estos vehículos. El primer automóvil 100% eléctrico vendido en Chile fue el Mitsubishi i-MiEV en mayo de 2011, un vehículo de pequeñas dimensiones que se vendió por un valor de 60 mil dólares estadounidense. Posteriormente otras empresas pusieron a la venta sus modelos de automóviles eléctricos, sin conseguir un éxito comercial debido principalmente a su alto costo. No fue hasta 2022 cuando el registro de automóviles eléctricos en Chile ascendió a 6.904 unidades, lo que significó un incremento del 106,2% en relación con el año anterior.
Asimismo, la industria de automóviles eléctricos en Chile presenta desafíos y problemáticas a resolver, entre las que se cuentan la baja cantidad de estaciones de carga de acceso público, los cuales se concentran principalmente en la Región Metropolitana debido a su mayor demanda.
En octubre de 2022 se realizó en Santiago la primera versión de Experiencia E, una exposición hecha al estilo de un salón del automóvil que reunió a las marcas fabricantes y comercializadoras de automóviles eléctricos disponibles en el país.
En octubre de 2024, la empresa Tesla instaló en Chile las dos primeras estaciones de carga rápida para vehículos eléctricos, conocidos como Tesla Superchargers, ubicados en las comuna de Quilicura, en Santiago, y en el sector de Curauma, en Valparaíso.

## Automóviles solares
En abril de 2022 fue lanzado el modelo Eolian Áuriga-Enel X, el primer automóvil solar fotovoltaico para cuatro pasajeros diseñado y fabricado en Chile. Surgido de una alianza público-privada, fue desarrollado por estudiantes, profesores y funcionarios de la Facultad de Ciencias Físicas y Matemáticas de la Universidad de Chile, contando con el patrocinio de Enel X y Scotiabank Chile.

## Políticas públicas

### Taxis eléctricos
En enero de 2021, el Gobierno de Chile lanzó el programa Mi Taxi Eléctrico, el cual consiste en una subvención estatal para que taxistas propietarios de sus automóviles con motor de combustión interna, hagan el recambio por un automóvil eléctrico para ser usado como taxi o taxi colectivo.

### Plataforma de Electromovilidad
El Ministerio de Energía en colaboración con la Universidad Técnica Federico Santa María y el Ministerio de Transportes y Telecomunicaciones, lanzó en mayo de 2019 la Plataforma de Electromovilidad, un catálogo en línea con todos los modelos de automóviles eléctricos disponibles a la venta en Chile, la cual se incluyó a la Estrategia Nacional de
Electromovilidad, implementada bajo el segundo gobierno de Sebastián Piñera en octubre de 2021 para alcanzar la neutralidad de carbono en la venta de la totalidad de los vehículos eléctricos en el país al 2045.